# Championnat de Belgique masculin de handball 2006-2007
Navigation
Division d'Honneur 2005-2006 Division d'Honneur 2007-2008
La saison 2006-2007 du championnat de Belgique masculin de handball fut la 49e édition de la plus haute division belge de handball. La première phase du championnat la phase classique, est suivie des Play-offs et des Play-downs.
Cette édition fut remportée par le KV Sasja HC Hoboken, champion pour la cinquième fois et pour la deuxième fois d'affilée.
Enfin, le Kreasa HB Houthalen et le KTSV Eupen 1889 sont relégués et seront remplacés la saison suivante par l'Achilles Bocholt et le HC Visé BM.

## Participants
| Club                | Classement 2005-2006 | Localisation            | Entraîneur             | Salle                       | Capacité |
| ------------------- | -------------------- | ----------------------- | ---------------------- | --------------------------- | -------- |
| KV Sasja HC Hoboken | 1er                  | Anvers                  | Alex Jacobs            | Sportcomplex Sorghvliedt    | 950      |
| Sporting Neerpelt   | 2e                   | Neerpelt                | Pierre Jansen          | Sportcentrum Dommelhof      | 1 600    |
| United HC Tongeren¹ | 3e                   | Tongres                 | Pedrag Dosen           | Eburons Dôme Tongeren       | 1 000    |
| Initia HC Hasselt   | 4e                   | Hasselt                 | Luc Boiten             | Sporthal Alverberg          | 1 730    |
| Union beynoise      | 5                    | Beyne-Heusay            | Edo Delic Bujar Qerimi | Hall Omnisports Edmond Rigo | 400      |
| HC Eynatten         | 6e                   | Raeren                  | Willy Kück             | Sporthalle Eynatten         | 700      |
| ROC Flémalle        | 7e                   | Flémalle                | Thierry Herbillon      | Hall omnisports André Cools | 500      |
| HC Atomix           | 8e                   | Haacht/Keerbergen/Putte |                        | Sporthal Den Dijk           | 600      |
| KTSV Eupen 1889     | ? (D1)               | Eupen                   |                        | Sportzentrum Eupen          | ?        |
| Kreasa HB Houthalen | 3e (PD)              | Houthalen-Helchteren    |                        | Sporthal Lakerveld          | 2000     |

¹ Le HCE Tongeren change de nom et devient le United HC Tongeren.

### Localisation
| \| HCE Tongeren Initia HC Hasselt HC Visé BM KV Sasja Sporting Neerpelt HC Atomix HC Eynatten ROC Flémalle Union Beynoise Kreasa HB Houthalen \| Localisation des clubs engagés dans le championnat |
| HCE Tongeren Initia HC Hasselt HC Visé BM KV Sasja Sporting Neerpelt HC Atomix HC Eynatten ROC Flémalle Union Beynoise Kreasa HB Houthalen                                                          |

Nombre d'équipes par Province
| # | Province                    | Nombre | Équipe(s)                                                               |
| - | --------------------------- | ------ | ----------------------------------------------------------------------- |
| 1 | Province de Limbourg        | 4      | Initia HC Hasselt, HCE Tongeren, Kreasa HB Houthalen, Sporting Neerpelt |
| 2 | Province de Liège           | 4      | ROC Flémalle, HC Eynatten, Union beynoise, KTSV Eupen 1889              |
| 3 | Province d'Anvers           | 1      | KV Sasja HC Hoboken                                                     |
| 4 | Province du Brabant flamand | 1      | HC Atomix                                                               |

## Compétition

### Organisation du championnat
La saison régulière est disputée par 10 équipes jouant chacune l'une contre l'autre à deux reprises selon le principe des phases aller et retour. Une victoire rapporte 2 points, une égalité, 1 point et, donc une défaite 0 point.
Après la saison régulière, les 6 équipes les mieux classées s'engagent dans les play-offs. Une phase composée de deux groupes de trois équipes qui constitue en un mini championnat, où les participants des groupes sont tirés au sort, dans le pot 1, se retrouvent le premier et le deuxième de la phase régulière, elles débuteront avec 3 points, dans le pot 2, se retrouvent le troisième et le quatrième de la phase régulière qui débuteront avec 2 points et dans le dernier et pot 3, se retrouvent le cinquième et le sixième de la phase régulière qui débuteront quant à eux avec 1 point.
Lors de ces play-offs, les premiers des deux groupes sont qualifiés pour la finale, une finale aller-retour, pour déterminer qui occupera la troisième place à la sixième, les deuxièmes des groupes affrontent les troisièmes du groupe opposé.
C'est quatre équipes s'affrontent pour le titre de champion mais aussi pour se qualifier en Coupe d'Europe la saison suivante.
Pour ce qui est des 4 dernières équipes de la phase régulière, la dernière est reléguée et sera remplacé par le champion de D2 qui prendra sa place pour s'engager dans les play-downs. Il s'agit là aussi d'un mini championnat en phase aller-retour mais pour laquelle, le premier de c'est play-downs commence avec 2 points, le second et le troisième, 1 et le champion de division 2 avec 0 points.
Ces quatre équipes s'affrontent dans le but de ne pas pouvoir finir à la dernière place synonyme de relégation en division 2.

### Saison régulière

#### Classement
|    | Équipe                      | Pts | J  | G  | N | P  | Bp  | Bc  | Diff |
| -- | --------------------------- | --- | -- | -- | - | -- | --- | --- | ---- |
| 1  | Initia HC Hasselt           | 28  | 18 | 13 | 2 | 3  | 517 | 427 | 90   |
| 2* | HCE Tongeren                | 27  | 18 | 13 | 1 | 4  | 572 | 497 | 75   |
| 3  | KV Sasja HC Hoboken (C) (T) | 27  | 18 | 13 | 1 | 4  | 575 | 495 | 80   |
| 4  | Sporting Neerpelt           | 25  | 18 | 11 | 3 | 4  | 601 | 521 | 80   |
| 5  | HC Eynatten                 | 19  | 18 | 8  | 3 | 7  | 543 | 510 | 33   |
| 6  | Union beynoise              | 16  | 18 | 7  | 2 | 9  | 515 | 567 | -52  |
| 7  | ROC Flémalle                | 12  | 18 | 5  | 2 | 11 | 467 | 526 | -59  |
| 8  | HC Atomix                   | 11  | 18 | 4  | 3 | 11 | 480 | 531 | -51  |
| 9  | Kreasa HB Houthalen         | 8   | 18 | 4  | 0 | 14 | 470 | 576 | -106 |
| 10 | KTSV Eupen 1889             | 7   | 18 | 3  | 1 | 14 | 495 | 585 | -90  |

|                 | Qualification pour les Play-Offs       |
|                 | Play-downs                             |
|                 | Relégué                                |
| (T)             | Tenant du titre                        |
| en augmentation | Promu de Division 1 en début de saison |
| (C)             | Vainqueur de la Coupe de Belgique      |

Remarque : le HCE Tongeren devance le KV Sasja HC Hoboken probablement du fait d'une meilleure différence de buts particulière (2 victoires pour Tongres).

##### Évolution du classement
- Leader du classement

| HCE | Initia HC Hasselt | Initia HC Hasselt | Initia HC Hasselt | Initia HC Hasselt | Initia HC Hasselt | NEE | SAS | NEE | NEE | KV Sasja HC Hoboken | KV Sasja HC Hoboken | KV Sasja HC Hoboken | KV Sasja HC Hoboken | KV Sasja HC Hoboken | KV Sasja HC Hoboken | KV Sasja HC Hoboken | IHA | IHA |  |  |  |  |  |  |  |  |  |  |  |
|     |                   |                   |                   |                   |                   |     |     |     |     |                     |                     |                     |                     |                     |                     |                     |     |     |  |  |  |  |  |  |  |  |  |  |  |
| 01  | 02                | 03                | 04                | 05                | 06                | 07  | 08  | 09  | 10  | 11                  | 12                  | 13                  | 14                  | 15                  | 16                  | 17                  | 18  |     |  |  |  |  |  |  |  |  |  |  |  |

- Journée par journée

| Club                | 1  | 2  | 3  | 4  | 5  | 6  | 7  | 8  | 9  | 10 | 11 | 12 | 13 | 14 | 15 | 16 | 17 | 18 |
| ------------------- | -- | -- | -- | -- | -- | -- | -- | -- | -- | -- | -- | -- | -- | -- | -- | -- | -- | -- |
| KTSV Eupen 1889     | 7  | 6  | 7  | 9  | 9  | 9  | 6  | 7  | 7  | 8  | 7  | 7  | 8  | 9  | 9  | 9  | 9  | 10 |
| Union beynoise      | 9  | 7  | 4  | 4  | 7  | 5  | 4  | 5  | 6  | 6  | 5  | 5  | 5  | 5  | 5  | 5  | 6  | 6  |
| Kreasa HB Houthalen | 10 | 10 | 10 | 10 | 10 | 10 | 10 | 10 | 10 | 10 | 10 | 10 | 10 | 10 | 10 | 10 | 10 | 9  |
| HCE Tongeren        | 2  | 5  | 5  | 6  | 4  | 4  | 5  | 4  | 4  | 4  | 4  | 4  | 3  | 3  | 3  | 3  | 3  | 3  |
| HC Eynatten         | 1  | 4  | 6  | 8  | 5  | 6  | 7  | 6  | 5  | 5  | 6  | 6  | 6  | 6  | 6  | 6  | 5  | 5  |
| Sporting Neerpelt   | 5  | 2  | 2  | 2  | 3  | 3  | 3  | 3  | 1  | 3  | 3  | 3  | 2  | 2  | 4  | 4  | 4  | 4  |
| Initia HC Hasselt   | 3  | 1  | 1  | 1  | 1  | 1  | 1  | 2  | 3  | 2  | 2  | 2  | 4  | 4  | 2  | 2  | 1  | 1  |
| ROC Flémalle        | 4  | 8  | 8  | 5  | 6  | 7  | 8  | 8  | 9  | 7  | 8  | 8  | 9  | 8  | 7  | 8  | 8  | 7  |
| HC Atomix           | 8  | 9  | 9  | 7  | 8  | 8  | 9  | 9  | 8  | 9  | 9  | 9  | 7  | 7  | 8  | 7  | 7  | 8  |
| KV Sasja HC Hoboken | 6  | 3  | 3  | 3  | 2  | 2  | 2  | 1  | 2  | 1  | 1  | 1  | 1  | 1  | 1  | 1  | 2  | 2  |

#### Matchs
| Résultats (dom.\ext.)                                      | HCE   | ROC   | HCT   | IHA   | KVS   | KTSV  | SNE   | UBE   | HCA   | KHO   |
| HC Eynatten                                                |       | 25-25 | 29-34 | 28-32 | 27-21 | 34-34 | 29-28 | 33-29 | 35-22 | 39-27 |
| ROC Flémalle                                               | 22-36 |       | 28-35 | 24-29 | 24-31 | 27-26 | 31-28 | 22-26 | 21-19 | 25-31 |
| HCE Tongeren                                               | 30-25 | 30-31 |       | 18-19 | 36-32 | 39-32 | 27-34 | 28-22 | 33-24 | 41-30 |
| Initia HC Hasselt                                          | 23-23 | 32-26 | 33-25 |       | 23-19 | 34-25 | 23-30 | 39-27 | 27-20 | 32-19 |
| KV Sasja HC Hoboken                                        | 31-34 | 32-27 | 22-23 | 27-24 |       | 32-27 | 42-38 | 33-24 | 28-26 | 38-20 |
| KTSV Eupen 1889                                            | 29-28 | 21-27 | 24-36 | 26-42 | 30-41 |       | 30-36 | 33-35 | 27-26 | 23-25 |
| Sporting Neerpelt                                          | 37-29 | 41-26 | 37-38 | 29-29 | 29-29 | 33-22 |       | 36-29 | 32-26 | 36-21 |
| Union Beynoise                                             | 28-37 | 30-30 | 25-34 | 20-18 | 24-39 | 33-28 | 33-38 |       | 33-30 | 28-25 |
| HC Atomix                                                  | 22-30 | 25-24 | 24-24 | 23-28 | 34-40 | 31-28 | 30-30 | 35-35 |       | 29-26 |
| Kreasa HB Houthalen                                        | 33-25 | 29-27 | 26-41 | 18-30 | 28-35 | 26-30 | 27-29 | 29-34 | 30-34 |       |
| - Victoire à domicile - Match nul - Victoire à l'extérieur |       |       |       |       |       |       |       |       |       |       |

### Play-offs

#### Composition des chapeaux
Les équipes sont réparties dans les deux groupes à la suite d'un tirage au sort et non en fonction du classement.
| Chapeau 1         | Chapeau 2           | Chapeau 3      |
| ----------------- | ------------------- | -------------- |
| Initia HC Hasselt | KV Sasja HC Hoboken | HC Eynatten    |
| HCE Tongeren      | Sporting Neerpelt   | Union beynoise |

##### Groupe A
|   | Équipe                | Pts | J | G | N | P | Bp  | Bc  | Diff |  | Résultats (dom.\ext.) | KVS   | UTO   | UBE   |
| - | --------------------- | --- | - | - | - | - | --- | --- | ---- |  | --------------------- | ----- | ----- | ----- |
| 1 | KV Sasja HC Hoboken+2 | 10  | 4 | 4 | 0 | 0 | 144 | 97  | 47   |  | KV Sasja HC Hoboken   |       | 34-29 | 40-17 |
| 2 | United HC Tongeren+3  | 7   | 4 | 2 | 0 | 2 | 128 | 109 | 19   |  | United HC Tongeren    | 23-26 |       | 38-21 |
| 3 | Union beynoise+1      | 1   | 4 | 0 | 0 | 4 | 94  | 160 | -66  |  | Union beynoise        | 28-44 | 28-38 |       |

##### Groupe B
|   | Équipe              | Pts | J | G | N | P | Bp  | Bc  | Diff |  | Résultats (dom.\ext.) | IHA   | HCE   | NEE   |
| - | ------------------- | --- | - | - | - | - | --- | --- | ---- |  | --------------------- | ----- | ----- | ----- |
| 1 | Initia HC Hasselt+3 | 8   | 4 | 2 | 1 | 1 | 107 | 109 | -2   |  | Initia HC Hasselt     |       | 25-23 | 32-32 |
| 2 | HC Eynatten+1       | 6   | 4 | 2 | 1 | 1 | 119 | 106 | 13   |  | HC Eynatten           | 30-24 |       | 40-31 |
| 3 | Sporting Neerpelt+2 | 4   | 4 | 0 | 2 | 2 | 113 | 124 | -11  |  | Sporting Neerpelt     | 24-26 | 26-26 |       |

#### Finales

##### Match pour la cinquième place
| 15 mai 2007 | Sporting Neerpelt | 33-32 | Union beynoise | Neerpelt, Sportcentrum Dommelhof |

##### Match pour la troisième place
| 12 mai 2007 | United HC Tongeren   | 33 - 34 | HC Eynatten       | Tongres, KTA 2 Arbitrage : Tuinstra/Tuinstra |
| 12 mai 2007 | Christophe Bourlet 7 | (17-17) | Damian Kedziora 8 | Tongres, KTA 2 Arbitrage : Tuinstra/Tuinstra |
| 12 mai 2007 | Rapport              |         |                   | Tongres, KTA 2 Arbitrage : Tuinstra/Tuinstra |

##### Finale
| 16 mai 2007 | KV Sasja HC Hoboken | 26-27 | Initia HC Hasselt | Anvers, Sportcomplex Sorghvliedt |

| 17 mai 2007 | Initia HC Hasselt | 24 - 27 | KV Sasja HC Hoboken    | Hasselt, Sporthal Alverberg Affluence : 1 700 Arbitrage : Barbier/Manuka |
| 17 mai 2007 | Pieter Claesen 5  | (12-10) | Kristof Van Wesemael 6 | Hasselt, Sporthal Alverberg Affluence : 1 700 Arbitrage : Barbier/Manuka |
| 17 mai 2007 | Rapport           |         |                        | Hasselt, Sporthal Alverberg Affluence : 1 700 Arbitrage : Barbier/Manuka |

| 19 mai 2007 | Initia HC Hasselt | 24 - 25 | KV Sasja HC Hoboken    | Hasselt, Sporthal Alverberg Affluence : 1 800 Arbitrage : Barbier/Manuka |
| 19 mai 2007 | Pieter Claesen 5  | (12-10) | Kristof Van Wesemael 6 | Hasselt, Sporthal Alverberg Affluence : 1 800 Arbitrage : Barbier/Manuka |
| 19 mai 2007 | Rapport           |         |                        | Hasselt, Sporthal Alverberg Affluence : 1 800 Arbitrage : Barbier/Manuka |

- KV Sasja HC Hoboken 2-1 Initia HC Hasselt

### Play-downs

#### Classement
Le classement des play-downs est, :
|   | Équipe              | Pts | J | G | N | P | Bp  | Bc  | Diff |
| - | ------------------- | --- | - | - | - | - | --- | --- | ---- |
| 1 | ROC Flémalle        | 12  | 6 | 5 | 0 | 1 | 170 | 137 | 33   |
| 2 | HC Atomix           | 7   | 6 | 2 | 2 | 2 | 155 | 155 | 0    |
| 3 | Achilles Bocholt    | 5   | 6 | 1 | 3 | 2 | 145 | 150 | -5   |
| 4 | Kreasa HB Houthalen | 2   | 6 | 0 | 2 | 4 | 152 | 180 | -28  |

|                 | Relégation en Division 1  |
| en augmentation | Promu pour les Play-downs |

#### Matchs
Les résultats des play-downs sont,,,, :
| Résultats (dom.\ext.)                                      | ROC   | KHOU  | HCA   | ABO   |
| ROC Flémalle                                               |       | 30-19 | 30-24 | 23-20 |
| Kreasa HB Houthalen                                        | 29-27 |       | 27-34 | 29-34 |
| HC Atomix                                                  | 25-31 | 28-23 |       | 23-23 |
| Achilles Bocholt                                           | 21-28 | 26-26 | 21-21 |       |
| - Victoire à domicile - Match nul - Victoire à l'extérieur |       |       |       |       |

### Champion
| Champion de Belgique de handball 2006-2007 Koninklijke Vereniging Sport Afdelingen Syndicale Jeugd Antwerpen Handbal club Hoboken 5e titre |

## Bilans

### Classement final
| Rang    | Équipe                                                    |
| ------- | --------------------------------------------------------- |
| 1er     | KV Sasja HC Hoboken (T) (C)                               |
| 2e      | Initia HC Hasselt                                         |
| 3e      | HC Eynatten                                               |
| 4e      | United HC Tongeren                                        |
| 5e      | Sporting Neerpelt                                         |
| 6e      | Union beynoise                                            |
| 7e      | ROC Flémalle 1er des barrages                             |
| 8e      | HC Atomix 2e des barrages                                 |
| 9e      | Kreasa HB Houthalen · 4e des barrages                     |
| 10e     | KTSV Eupen 1889 · Relégué à l'issue de la phase classique |
| 2e (D1) | Achilles Bocholt 3e des barrages                          |

|                 | Champion de Belgique et qualifié en Ligue des champions (C1) |
|                 | Qualifié en Coupe des vainqueurs de coupe (C2)               |
|                 | Qualifié en Coupe de l'EHF (C3)                              |
|                 | Qualifié en Coupe Challenge (C4)                             |
|                 | Barragiste issu de la Division 1                             |
|                 | Relégués en Division 1                                       |
| (T)             | Tenant du titre                                              |
| (C)             | Vainqueur de la Coupe de Belgique                            |
| en augmentation | Promu de Division 1 en début de saison                       |

### Classement des buteurs
Le classement des buteurs est :
| #  | Joueur              | Équipe              | Buts |
| -- | ------------------- | ------------------- | ---- |
| 01 | David L'Hoëst       | Union beynoise      | 138  |
| 02 | Thomas Cauwenberghs | ROC Flémalle        | 115  |
| 03 | Cyril Lurkin        | Union beynoise      | 109  |
| 04 | Merijn Bruynaers    | Kreasa HB Houthalen | 106  |
| 05 | Ivan Kopljar        | KV Sasja HC Hoboken | 106  |
| 06 | Koen Roggeman       | KV Sasja HC Hoboken | 102  |
| 07 | Eric Vreven         | ROC Flémalle        | 101  |
| 08 | Jos Riské           | Sporting Neerpelt   | 100  |
| 09 | Mickel Wouters      | Sporting Neerpelt   | 96   |
| 10 | Rudolf Tonkovic     | KTSV Eupen 1889     | 94   |

### Parcours en coupes d'Europe
Le parcours des clubs belges en coupes d'Europe est important puisqu'il détermine le coefficient EHF, et donc le nombre de clubs présents en coupes d'Europe les années suivantes.
| Club                | Compétition     | Tour d'entrée  | Résultat                  | Dernier adversaire |
| KV Sasja HC Hoboken | Coupe de l'EHF  | 1er tour       | éliminé au 2e tour        | CD Bidasoa Irun    |
| United HC Tongeren  | Coupe Challenge | 1/16 de finale | éliminé au 1/16 de finale | HC Superfund Hard  |

### Bilan de la saison
| Tableau d'honneur de la saison 2006-2007 |                                     |                                            |
| Compétition                              | Vainqueur                           | Commentaire                                |
| Championnat de Belgique                  | KV Sasja HC Hoboken                 | 5e titre                                   |
| Coupe de Belgique                        | KV Sasja HC Hoboken                 | 6e victoire                                |
| Qualifications européennes               |                                     |                                            |
| Compétition                              | Qualifiés                           | Motif de qualification                     |
| Ligue des champions (C1)                 | KV Sasja HC Hoboken                 | Champion                                   |
| Coupe des vainqueurs de coupe (C2)       | Initia HC Hasselt                   | Vice-champion                              |
| Coupe de l'EHF (C3)                      | United HC Tongeren                  | 3e du championnat                          |
| Coupe Challenge (C4)                     | HC Eynatten                         | 4e du championnat                          |
| Promotions et relégations                |                                     |                                            |
| Promu de Division 1 (D2)                 | HC Visé BM Achilles Bocholt         | 1er de la saison régulière 2e des barrages |
| Relégation en Division 1 (D2)            | Kreasa HB Houthalen KTSV Eupen 1889 | 4e des barrages 10e de la saison régulière |